# Scott L. Fitzgerald
Scott L. Fitzgerald (Chicago, 16 novembre 1963) è un politico statunitense membro della Camera dei Rappresentanti per lo stato del Wisconsin dal 2021.

## Biografia
Nato a Chicago e cresciuto nel Wisconsin, prestò servizio nelle riserve dell'esercito per ventisette anni e lavorò come editore di un giornale.
Entrato in politica con il Partito Repubblicano, nel 1994 venne eletto all'interno del Senato del Wisconsin, dove fu riconfermato per i successivi ventisei anni. Durante la permanenza all'interno della camera alta della legislatura statale, rivestì anche i ruoli di leader di maggioranza e di minoranza.
Nel 2020, quando il deputato in carica da quarantadue anni Jim Sensenbrenner annunciò la propria intenzione di lasciare la Camera dei Rappresentanti, Fitzgerald si candidò per il seggio e riuscì ad essere eletto.